# Dysphania bonariensis
Dysphania bonariensis är en amarantväxtart som först beskrevs av Joseph Dalton Hooker och som fick sitt nu gällande namn av Sergej Mosyakin och Steven Earl Clemants. 
Dysphania bonariensis ingår i släktet doftmållor och familjen amarantväxter. Inga underarter finns listade i Catalogue of Life.